# Mazda RX-3
Mazda RX-3 – sportowy samochód osobowy produkowany przez japońską firmę Mazda w latach 1971–1978. Dostępny jako 2-drzwiowe coupé. Do napędu używano silników Wankla. Moc przenoszona była na oś tylną poprzez 4-biegową manualną skrzynię biegów. 

## Dane techniczne

### Silnik
- Silnik z tłokiem obrotowym
- Układ zasilania: gaźnik
- Stopień sprężania: 9,4:1
- Moc maksymalna: 112 KM (82 kW) przy 7000 obr./min
- Maksymalny moment obrotowy: 135 N•m przy 4000 obr./min

### Osiągi
- Przyspieszenie 0-100 km/h: 10,8 s
- Prędkość maksymalna: 185 km/h